# 萊拉·弗賴瓦爾茲
萊拉·弗賴瓦爾茲（Laila Freivalds，1942年6月22日—）是瑞典社會民主黨政治人物，曾擔任瑞典司法部大臣（1988年至1991年，1994年至2000年），瑞典外交部大臣（2003年至2006年），於2004年擔任瑞典副首相。
萊拉·弗賴瓦爾茲生於拉脱维亚苏维埃社会主义共和国里加，在第二次世界大戰中與家人逃亡到瑞典。她畢業於烏普薩拉大學法律系，1970年後，她曾在瑞典法院工作直到1976年。
安娜·林德在2003年遇刺後，萊拉·弗賴瓦爾茲接替她擔任外交部大臣。